# Scooby-Doo! Powrót na Wyspę Zombie
Scooby-Doo! Powrót na Wyspę Zombie (ang. Scooby-Doo! Return to Zombie Island) – 37. film animowany i 32. pełnometrażowy film z serii Scooby Doo z roku 2019. Kontynuacja filmu Scooby-Doo! i klątwa trzynastego ducha.

## Opis filmu
Tym razem Scooby-Doo i Brygada Detektywów wygrywa wakacje „all inclusive” i wyrusza w podróż życia. Ich celem okazuje się Wyspa Zombie. Zaraz po przybyciu zdają sobie sprawę, że miejsce wygląda dziwnie znajomo i przypomina wyspę, gdzie rozwiązywali tajemnicę nieumarłych…

## Wersja polska
Dystrybucja na terenie Polski: Galapagos Films

Wersja polska: Master Film

Reżyseria i dźwięk: Elżbieta Mikuś

Tłumaczenie i dialogi: Dorota Filipek-Załęska

Montaż: Gabriela Turant-Wiśniewska

Kierownictwo produkcji: Romuald Cieślak

Wystąpili:
- Ryszard Olesiński – Scooby Doo
- Jacek Bończyk – Kudłaty
- Beata Jankowska-Tzimas – Daphne
- Jacek Kopczyński – Fred
- Agata Gawrońska-Bauman – Velma
- Jakub Szydłowski

oraz
- Zbigniew Suszyński
- Kamil Pruban
- Andrzej Chudy
- Marta Markowicz
- Ewa Szlachcic
- Wojciech Żołądkowicz
- Janusz Wituch
- Anna Sztejner

i inni